# Miofibroblast
Miofibroblasty - komórki powstające z mezenchymy. Są to zmodyfikowane fibroblasty, które posiadają cechy komórek mięśniowych gładkich - mają właściwości kurczliwe. W cytoplazmie zawierają liczne wiązki filamentów aktynowych. Nie posiadają błony podstawnej. Występują licznie w czasie gojenia się rany, w bliznach łącznotkankowych, a także w ozębnej oraz w aorcie.